# Село Алькена Оспанова
Алькена Оспанова (каз. Әлкен Оспанов, до 2006 г. — Амангельды) — село в Жетысайском районе Туркестанской области Казахстана. Входит в состав Ынтымакского сельского округа. Код КАТО — 514489300.

## Население
В 1999 году население села составляло 1900 человек (952 мужчины и 948 женщин). По данным переписи 2009 года, в селе проживали 2133 человека (1080 мужчин и 1053 женщины).